# Pescatore

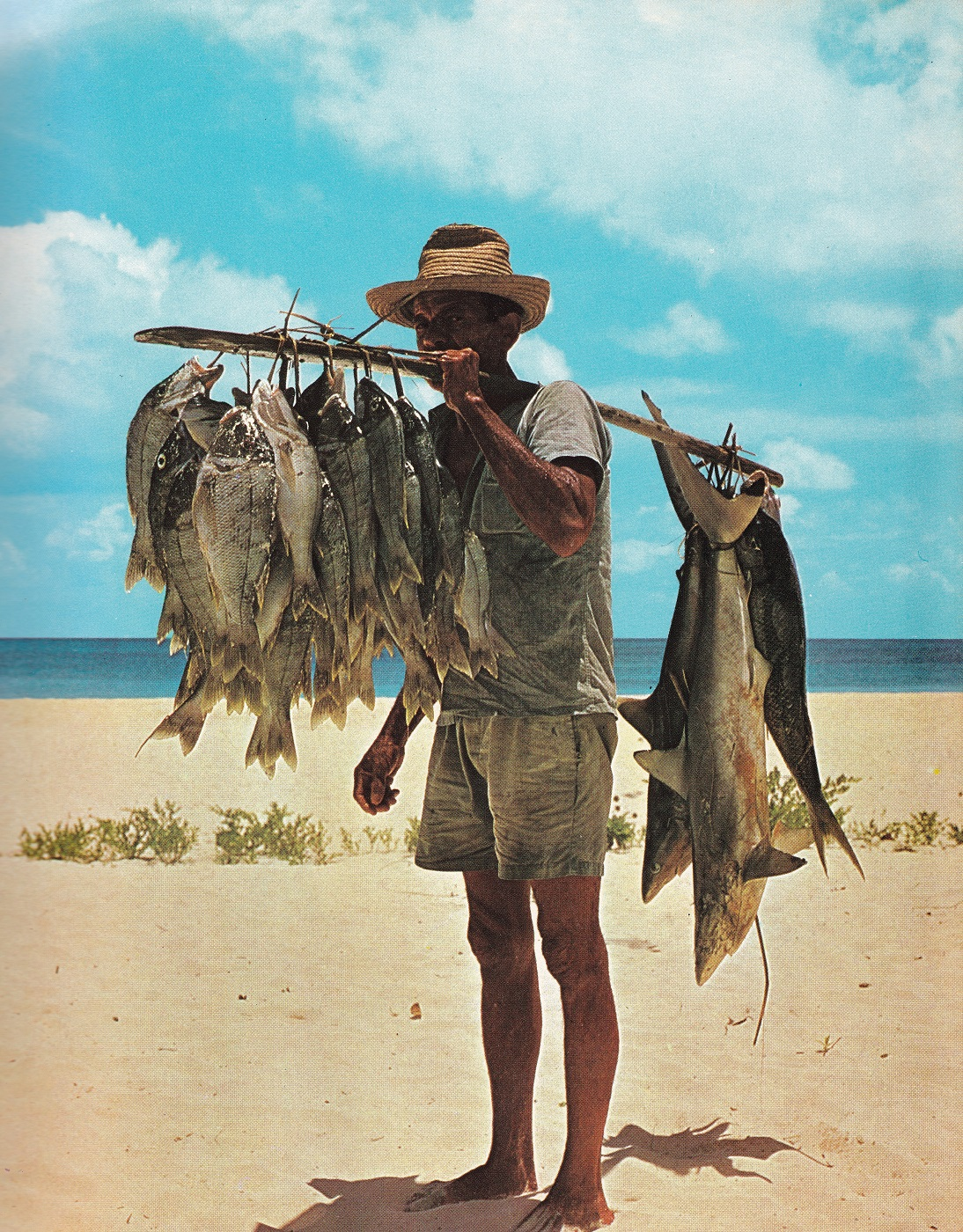
Pescatore con i suoi pesci inclusi piccoli squali nelle Seychelles

Il pescatore è colui che è dedito ad attività di pesca ovvero alla cattura pesci e altri animali da un corpo d'acqua (oceano, mare, fiume, lago, riserva...), o raccoglie frutti di mare. La pesca è un mezzo per procurarsi cibo sin dal periodo mesolitico e nel mondo ci sono circa 38 milioni di pescatori per il commercio, per sopravvivenza e allevatori di pesci. Il termine può essere applicato anche ai pescatori sportivi e può essere attribuito per descrivere sia uomini che donne.
Secondo la FAO, vi erano 38 milioni pescatori commerciali, per sopravvivenza e allevatori di pesci, nel 2002, più del triplo rispetto al numero del 1970. Di questo totale, il 74% lavora nel settore della cattura del pesce e il 26% nel settore dell'acquacoltura. La produzione ittica totale è di 133 milioni di tonnellate equivalente a una produttività media di 3,5 tonnellate a persona.